# 에즈라 태프트 벤슨

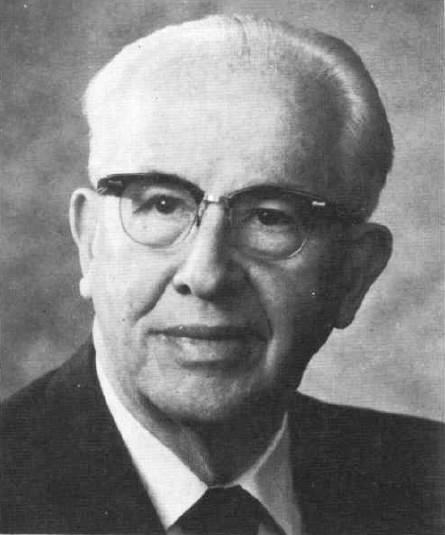

에즈라 태프트 벤슨(Ezra Taft Benson, 1899년 8월 4일 - 1994년 5월 30일)은 미국의 농부, 정부 관료, 종교 지도자로, 드와이트 D. 아이젠하워 대통령 임기 동안 제15대 미국 농무부 장관과 제13대 대통령을 역임했다. 1985년부터 1994년 사망할 때까지 예수 그리스도 후기 성도 교회(LDS 교회)에 속해 있었다.

## 건강 문제와 사망
벤슨은 말년에 뇌 혈전, 치매, 뇌졸중, 심장마비로 인해 건강이 좋지 않았으며 말년에는 공개적으로 모습을 드러내는 일이 거의 없었다. 그는 결국 뇌졸중으로 인해 말을 할 수 없게 되었다. 벤슨이 연설하는 동안 마지막으로 모습을 드러낸 것은 1989년 90세 생일 축하 행사였다. 벤슨은 1992년 아내 플로라의 장례식에서 마지막 공개 모습을 보였다. 그는 1993년 폐렴으로 입원했다.
벤슨은 1994년 5월 30일 솔트레이크시티 아파트에서 울혈성 심부전으로 94세의 나이로 사망했다. 장례식은 1994년 6월 4일 솔트레이크 태버내클에서 힝클리가 사회했다. 벤슨은 자신의 출생지인 아이다호 주 휘트니 근처 휘트니 시티 묘지에 묻혔다. 벤슨의 장례식이 끝난 후 하워드 더블류 헌터(Howard W. Hunter)가 그의 뒤를 이어 교회 회장이 되었다.